# Jerzy Rutowicz
Jerzy Rutowicz (ur. 7 czerwca 1928 w Łodzi, zm. 3 lutego 2018 w Warszawie lub w Legionowie) – polski kierownik produkcji i producent filmowy.

## Życiorys
Studiował w Szkole Głównej Handlowej w Warszawie. W 1951 roku Rutowicz podjął pracę w administracji w Wytwórni Filmów Fabularnych w Łodzi. Następnie rozpoczął pracę w Zespole Autorów Filmów Fabularnych w Warszawie, Zjednoczonych Zespołach Realizatorów Filmowych oraz Przedsiębiorstwie Realizacji Filmów w Warszawie.
Karierę w przemyśle filmowym rozpoczął jako kierownik zdjęć w połowie lat 50 w Godzinach nadziei w reżyserii Jana Rybkowskiego. Później swoich sił próbował we współpracy realizatorskiej, reżyserskiej oraz jako II kierownik produkcji. Pracował przy ponad 80 produkcjach filmowych i telewizyjnych. Wśród nich znalazły się takie dzieła jak Pociąg i Faraon Jerzego Kawalerowicza, Do widzenia, do jutra Janusza Morgensterna, Zaduszki Tadeusza Konwickiego, a potem – Nie ma mocnych i Kochaj albo rzuć.
W 1966 roku razem z Jerzym Bossakiem, Wandą Jakubowską, Janem Rybkowskim i Jerzym Kawalerowiczem stworzył Stowarzyszenie Filmowców Polskich. W latach 1987–89 był członkiem Komitetu Kinematografii. Od 1986 pełnił funkcję dyrektora Zespołów Polskich Producentów Filmowych. 
Od 1997 był właścicielem firmy producenckiej Rutowicz Films Lamberts.

### Życie prywatne
Jego żoną była Iza Irena Rutowicz – kostiumolog. Brat operatora filmowego Wiesława Rutowicza, stryj aktora Rafała Rutowicza.

## Filmografia
Kierownik zdjęć
- 1955 Godziny nadziei

Współpraca produkcyjna
- 1956: Wraki
- 1962: Mandrin, Le bandit gentilhomme
- 1999: Sturmzeit

Kierownictwo produkcji II
- 1957: Deszczowy lipiec
- 1958: Orzeł
- 1965: Faraon
- 1976: Dagny

Obsada aktorska
- 1958: Orzeł (jako oficer estoński)

Kierownik produkcji
- 1959: Pociąg
- 1959: Orzeł
- 1960: Do widzenia, do jutra
- 1963: Milczenie
- 1964: Upał
- 1966: Katastrofa
- 1969: Ruchome piaski
- 1970: Cyrograf dojrzałości
- 1970: Pogoń za Adamem
- 1971: Hydrozagadka
- 1971: Epilog norymberski
- 1973: W pustyni i w puszczy
- 1973: Na wylot
- 1973: Wniebowzięci
- 1973: Jezioro osobliwości
- 1974: Nie ma mocnych
- 1974: W pustyni i w puszczy
- 1976: Kazimierz Wielki
- 1977: Kochaj albo rzuć
- 1980: Zielony ptak
- 1981: Wojna światów - następne stulecie
- 1982: Zapach psiej sierści
- 1982: Hotel Polanów i jego goście
- 1984: Czas dojrzewania
- 1987: Misja specjalna
- 1989: Pozostaniemy wierni
- 1994: Wenn alle Deutschen schlafen
- 1995: Złote dno
- 1997: Charakter
- 1998: Żona przychodzi nocą (ros. Он не завязывал шнурки)
- 2004: Break Point
- 2004: Dywersant
- 2005: Święta polskie

- 2009: Whisky z mlekiem
- 2011: Kontrigra (tytuł oryginalny: Контригра)

Współpraca realizatorska
- 1969-1971: Wyzwolenie (ros. Освобождение; Oswobożdienije)

Współpraca reżyserska
- 1991: Dzieci Bronsteina (tytuł oryginalny: Bronsteins Kinder)

Organizacja zdjęć
- 2004: Dywersant

## Nagrody i odznaczenia
W 1989, jako dyrektor "Zespołów Filmowych" – producenta filmu, otrzymał Europejską Nagrodę Filmową "Felixa" za "Krótki film o zabijaniu". 
Wyróżniony Nagrodą Stowarzyszenia Filmowców Polskich za wybitne osiągnięcia artystyczne w 2013. 
Za swoją pracę został odznaczony Srebrnym Krzyżem Zasługi.